# Constantin Staib
Constantin Staib (* 31. August 1995 in Münster) ist ein deutscher Hockeyspieler. Er wurde 2015 und 2021 Europameisterschaftszweiter.

## Sportliche Karriere
Constantin Staib spielt als Mittelstürmer beim Hamburger Polo Club, nachdem er zuvor bei den Zehlendorfer Wespen auflief.
Von 2011 bis 2016 nahm er an 62 Länderspielen in den verschiedenen Altersklassen im Junioren-Bereich teil. Seine größten Erfolge waren der zweite Platz bei den Junioreneuropameisterschaften 2013 und 2014 sowie der dritte Platz bei der 
Juniorenweltmeisterschaft 2016.
2014 debütierte Staib in der Nationalmannschaft und gewann auf Anhieb den Titel bei der Halleneuropameisterschaft in Wien. 2015 bei der Europameisterschaft in London gewannen die deutschen Herren ihre Vorrundengruppe. Im Halbfinale gegen das englische Team gewannen die Deutschen mit 3:2 nach Verlängerung. Das Finale verloren sie gegen die Niederländer mit 1:6. Zwei Jahre später bei der Europameisterschaft in Amstelveen gewannen die Deutschen erneut ihre Vorrundengruppe. Nach der Halbfinalniederlage gegen die Belgier im Penaltyschießen verloren die Deutschen auch das Spiel um Bronze gegen die Engländer.
Nach einer Pause kehrte Staib 2019 in die Nationalmannschaft zurück. 2021 bei der Europameisterschaft in Amstelveen erreichte die deutsche Mannschaft durch einen 3:2-Halbfinalsieg über England nach sechs Jahren wieder das Finale, dort unterlag die Mannschaft den Niederländern im Shootout. Bei den Olympischen Spielen in Tokio belegten die Deutschen den zweiten Platz in ihrer Vorrundengruppe. Nach ihrer Halbfinalniederlage gegen die Australier verloren die Deutschen das Spiel um den dritten Platz mit 4:5 gegen die indische Mannschaft. 2024 nahm Staib an der Hallenhockey-Europameisterschaft in Löwen teil. Die deutsche Mannschaft gewann das Finale gegen Polen. Staib wirkte in allen sechs Spielen mit und erzielte sieben Tore.
Insgesamt bestritt Staib bislang 122 Länderspiele, davon 11 in der Halle.